# Fresnes-Mazancourt
Fresnes-Mazancourt is een gemeente in het Franse departement Somme (regio Hauts-de-France) en telt 117 inwoners (2009). De plaats maakt deel uit van het arrondissement Péronne.

## Geografie
De oppervlakte van Fresnes-Mazancourt bedraagt 5,8 km², de bevolkingsdichtheid is dus 20,2 inwoners per km².
De onderstaande kaart toont de ligging van Fresnes-Mazancourt met de belangrijkste infrastructuur en aangrenzende gemeenten.

## Demografie
Onderstaande figuur toont het verloop van het inwonertal (bron: INSEE-tellingen).